# Патријарх Козма I Александријски
Козма I је био патријарх Александрије у периоду од 727. па до његове смрти 768. године.
Козма је био први резиденцијални халкидонски (мелкитски) патријарх који је успостављен у Александрији након муслиманског освајања Египта 640-их година. Трон александријског патријарха је од тада остао упражњен. Козма постављен за патријарха уз сагласност и Омејадског калифа и византијског цара.
Хроничар Теофан Исповедник извештава да се 742/3. одрекао монотелетизма, доминантне доктрине међу александријским Мелкитима откако ју је прогласио цар Ираклије. Како сам Козма највероватније није био монотелет, модерна наука је ово протумачила као искривљену референцу на признање Александрије од стране других халкидонских патријаршија.